# Acadie (circonscription provinciale)
Pour les articles homonymes, voir Acadie (homonymie).
Circonscription électorale provinciale du Canada
Acadie (avant 1989 L'Acadie) est une circonscription électorale provinciale située dans la ville de Montréal (Québec), au centre-nord de l'île. 

## Historique
La circonscription a été créée en 1972 sous le nom de l'Acadie, à même des parties des circonscriptions d'Ahuntsic (par la suite nommée Crémazie) et de Saint-Laurent. Ses limites seront légèrement modifiées en 1988 et 2001. Elle prend le nom « Acadie »  en 1988. Ses limites sont inchangées à la suite de la réforme de la carte électorale de 2011 et celle de 2017.
La circonscription d'Acadie est considérée comme une forteresse du Parti libéral du Québec. En effet, elle n'a jamais été représentée par un autre parti.

## Territoire et limites
La circonscription comprend une partie de la ville de Montréal. Elle est bordée au nord par la rivière des Prairies et au sud par l'autoroute Métropolitaine. À l'est, la circonscription se termine au boulevard Saint-Laurent tandis qu'à l'ouest, il s'agit grosso modo des avenues Sainte-Croix et O'Brien ainsi que de l'autoroute des Laurentides.
La circonscription comprend une partie de l'arrondissement d'Ahuntsic-Cartierville et une partie de celui de Saint-Laurent.

## Liste des députés
| Législature                                   | Années       | Député              | Député            | Parti   |
| --------------------------------------------- | ------------ | ------------------- | ----------------- | ------- |
| Acadie Créée depuis Ahuntsic et Saint-Laurent |              |                     |                   |         |
| 30e                                           | 1973–1976    |                     | François Cloutier | Libéral |
| 31e                                           | 1976–1981    | Thérèse Lavoie-Roux |                   | Libéral |
| 32e                                           | 1981–1985    | Thérèse Lavoie-Roux |                   | Libéral |
| 33e                                           | 1985–1989    | Thérèse Lavoie-Roux |                   | Libéral |
| 34e                                           | 1989–1994    | Yvan Bordeleau      |                   | Libéral |
| 35e                                           | 1994–1998    | Yvan Bordeleau      |                   | Libéral |
| 36e                                           | 1998–2003    | Yvan Bordeleau      |                   | Libéral |
| 37e                                           | 2003–2007    | Yvan Bordeleau      |                   | Libéral |
| 38e                                           | 2007–2008    | Christine St-Pierre |                   | Libéral |
| 39e                                           | 2008–2012    | Christine St-Pierre |                   | Libéral |
| 40e                                           | 2012–2014    | Christine St-Pierre |                   | Libéral |
| 41e                                           | 2014–2018    | Christine St-Pierre |                   | Libéral |
| 42e                                           | 2018–2022    | Christine St-Pierre |                   | Libéral |
| 43e                                           | 2022–présent | André A. Morin      |                   | Libéral |

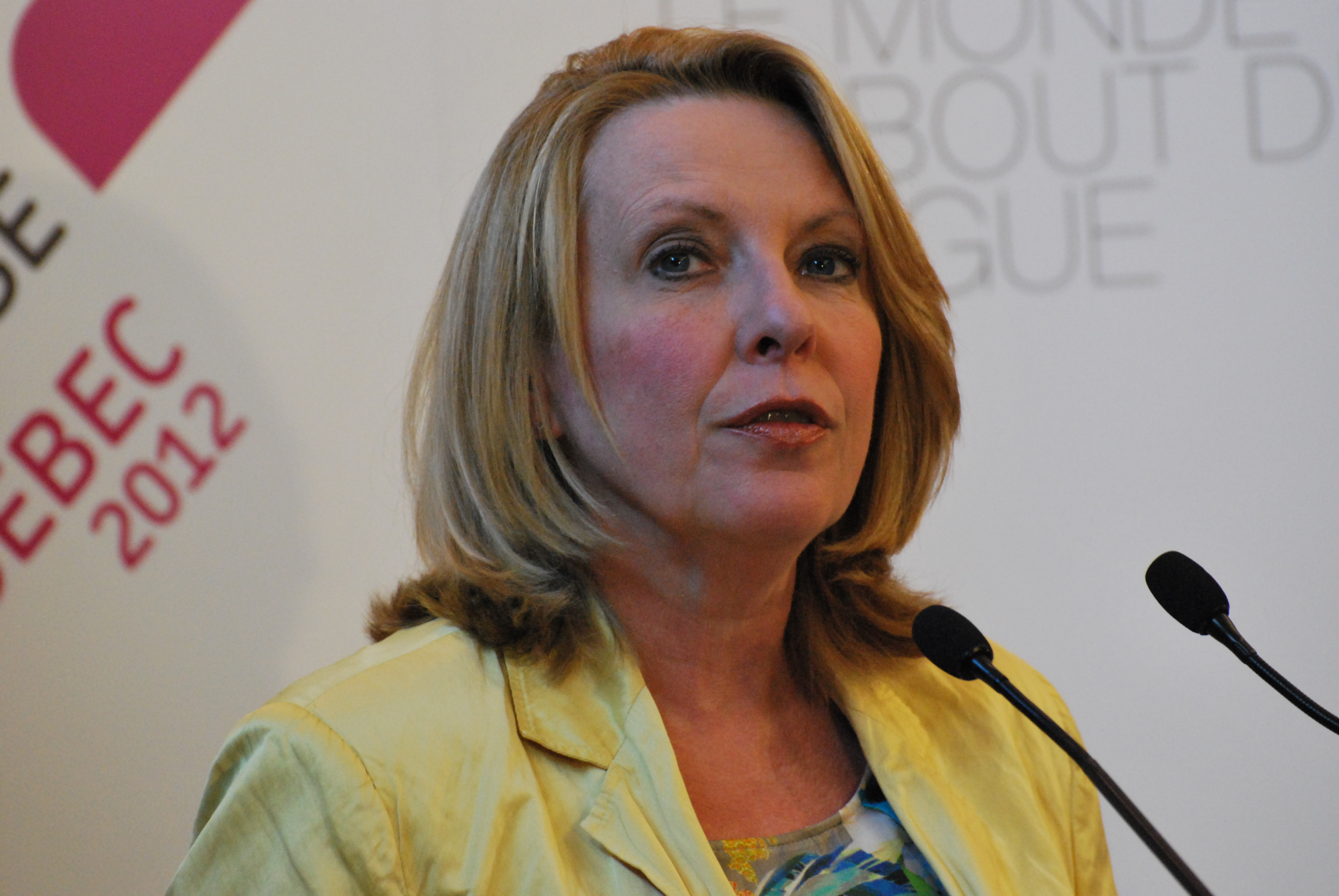
Christine St-Pierre est députée de 2007 à 2022 pour le Parti libéral du Québec.

## Résultats électoraux

### Évolution pour les principaux partis
| |
| - Parti libéral - Parti québécois - Crédit social (ancien) - Union nationale (ancien) - Action démocratique (ancien) - Parti égalité (ancien) - Québec solidaire - Coalition avenir - Parti conservateur |

### Résultats détaillés
|                                                                                               | Nom                 | Parti            | Nombre de voix | %      | Maj.  |
| --------------------------------------------------------------------------------------------- | ------------------- | ---------------- | -------------- | ------ | ----- |
|                                                                                               | André A. Morin      | Libéral          | 10 981         | 42,3 % | 6 513 |
|                                                                                               | Elyse Lévesque      | Québec solidaire | 4 468          | 17,2 % | -     |
|                                                                                               | Rosmeri Otoya Celis | Coalition avenir | 4 446          | 17,1 % | -     |
|                                                                                               | Stéphanie Gentile   | Conservateur     | 2 955          | 11,4 % | -     |
|                                                                                               | Véronique Lecours   | Parti québécois  | 2 565          | 9,9 %  | -     |
|                                                                                               | Roula Al Nseir      | Vert             | 569            | 2,2 %  | -     |
| Total                                                                                         | Total               | Total            | 25 984         | 100 %  |       |
| Le taux de participation lors de l'élection était de 53,4 % et 434 bulletins ont été rejetés. |                     |                  |                |        |       |

|                                                                                               | Nom                            | Parti              | Nombre de voix | %      | Maj.  |
| --------------------------------------------------------------------------------------------- | ------------------------------ | ------------------ | -------------- | ------ | ----- |
|                                                                                               | Christine St-Pierre (sortante) | Libéral            | 14 305         | 53,8 % | 9 914 |
|                                                                                               | Sophie Chiasson                | Coalition avenir   | 4 391          | 16,5 % | -     |
|                                                                                               | Viviane Martinova-Croteau      | Québec solidaire   | 3 656          | 13,7 % | -     |
|                                                                                               | Farida Sam                     | Parti québécois    | 2 394          | 9 %    | -     |
|                                                                                               | Laurence Sicotte               | Vert               | 737            | 2,8 %  | -     |
|                                                                                               | Jocelyn Chouinard              | Conservateur       | 579            | 2,2 %  | -     |
|                                                                                               | Michel Welt                    | NPD Québec         | 442            | 1,7 %  | -     |
|                                                                                               | Yvon Breton                    | Marxiste-léniniste | 87             | 0,3 %  | -     |
| Total                                                                                         | Total                          | Total              | 26 591         | 100 %  |       |
| Le taux de participation lors de l'élection était de 54,2 % et 406 bulletins ont été rejetés. |                                |                    |                |        |       |

|                                                                                               | Nom                           | Parti              | Nombre de voix | %      | Maj.   |
| --------------------------------------------------------------------------------------------- | ----------------------------- | ------------------ | -------------- | ------ | ------ |
|                                                                                               | Christine St-Pierre (sortant) | Libéral            | 24 211         | 71 %   | 20 226 |
|                                                                                               | Évelyne Abitbol               | Parti québécois    | 3 985          | 11,7 % | -      |
|                                                                                               | Serge Pourreaux               | Coalition avenir   | 3 050          | 8,9 %  | -      |
|                                                                                               | Geneviève Dick                | Québec solidaire   | 2 241          | 6,6 %  | -      |
|                                                                                               | Alix Nyaburerwa               | Vert               | 405            | 1,2 %  | -      |
|                                                                                               | Julie Boivin                  | Option nationale   | 162            | 0,5 %  | -      |
|                                                                                               | Yvon Breton                   | Marxiste-léniniste | 67             | 0,2 %  | -      |
| Total                                                                                         | Total                         | Total              | 34 121         | 100 %  |        |
| Le taux de participation lors de l'élection était de 69,7 % et 318 bulletins ont été rejetés. |                               |                    |                |        |        |

|                                                                                               | Nom                           | Parti            | Nombre de voix | %      | Maj.   |
| --------------------------------------------------------------------------------------------- | ----------------------------- | ---------------- | -------------- | ------ | ------ |
|                                                                                               | Christine St-Pierre (sortant) | Libéral          | 17 191         | 55,7 % | 11 798 |
|                                                                                               | Abel-Claude Arslanian         | Coalition avenir | 5 393          | 17,5 % | -      |
|                                                                                               | Rachid Bandou                 | Parti québécois  | 5 319          | 17,2 % | -      |
|                                                                                               | Marianne Breton-Fontaine      | Québec solidaire | 2 474          | 8 %    | -      |
|                                                                                               | Sébastien Croteau             | Option nationale | 512            | 1,7 %  | -      |
| Total                                                                                         | Total                         | Total            | 30 889         | 100 %  |        |
| Le taux de participation lors de l'élection était de 64,8 % et 416 bulletins ont été rejetés. |                               |                  |                |        |        |

|                                                                                               | Nom                           | Parti               | Nombre de voix | %      | Maj.   |
| --------------------------------------------------------------------------------------------- | ----------------------------- | ------------------- | -------------- | ------ | ------ |
|                                                                                               | Christine St-Pierre (sortant) | Libéral             | 15 145         | 67,2 % | 10 427 |
|                                                                                               | Marc-André Nolet              | Parti québécois     | 4 718          | 20,9 % | -      |
|                                                                                               | Ahamed Badawy                 | Action démocratique | 982            | 4,4 %  | -      |
|                                                                                               | André Parizeau                | Québec solidaire    | 958            | 4,2 %  | -      |
|                                                                                               | Nicolas Rémillard-Tessier     | Vert                | 747            | 3,3 %  | -      |
| Total                                                                                         | Total                         | Total               | 22 550         | 100 %  |        |
| Le taux de participation lors de l'élection était de 46,9 % et 304 bulletins ont été rejetés. |                               |                     |                |        |        |

|                                                                                             | Nom                       | Parti               | Nombre de voix | %      | Maj.   |
| ------------------------------------------------------------------------------------------- | ------------------------- | ------------------- | -------------- | ------ | ------ |
|                                                                                             | Christine St-Pierre       | Libéral             | 17 962         | 60,1 % | 12 992 |
|                                                                                             | Frédéric Lapointe         | Parti québécois     | 4 970          | 16,6 % | -      |
|                                                                                             | Charles Ghorayed          | Action démocratique | 4 327          | 14,5 % | -      |
|                                                                                             | Nicolas Rémillard-Tessier | Vert                | 1 500          | 5 %    | -      |
|                                                                                             | André Parizeau            | Québec solidaire    | 1 135          | 3,8 %  | -      |
| Total                                                                                       | Total                     | Total               | 29 894         | 100 %  |        |
| Le taux de participation lors de l'élection était de 62 % et 322 bulletins ont été rejetés. |                           |                     |                |        |        |

|                                                                                               | Nom                      | Parti               | Nombre de voix | %      | Maj.   |
| --------------------------------------------------------------------------------------------- | ------------------------ | ------------------- | -------------- | ------ | ------ |
|                                                                                               | Yvan Bordeleau (sortant) | Libéral             | 23 211         | 70,4 % | 16 509 |
|                                                                                               | Maria Mourani            | Parti québécois     | 6 702          | 20,3 % | -      |
|                                                                                               | Jean-Pierre Chamoun      | Action démocratique | 2 253          | 6,8 %  | -      |
|                                                                                               | Jonathan Bérubé          | Bloc pot            | 440            | 1,3 %  | -      |
|                                                                                               | André Parizeau           | Indépendant         | 161            | 0,5 %  | -      |
|                                                                                               | Linda Sullivan           | Marxiste-léniniste  | 111            | 0,3 %  | -      |
|                                                                                               | Marina Paümann           | Égalité             | 95             | 0,3 %  | -      |
| Total                                                                                         | Total                    | Total               | 32 973         | 100 %  |        |
| Le taux de participation lors de l'élection était de 65,7 % et 316 bulletins ont été rejetés. |                          |                     |                |        |        |

## Référendums
|  | Référendum                     | % du OUI | % du NON | Taux de participation |
|  | Référendum de 1980             | 26,42 %  | 73,58 %  | 88,56 %               |
|  | Accord de Charlottetown (1992) | 70,69 %  | 29,31 %  | 85,82 %               |
|  | Référendum de 1995             | 21,22 %  | 78,78 %  | 94,56 %               |